# Unione dell'Alto Reno
L'Unione dell'Alto Reno era un'unione di comuni che aggregava i comuni di Alto Reno Terme, Camugnano e Lizzano in Belvedere. Presentava una popolazione di 11.223 abitanti e si estendeva su una superficie di 255,69 km². 
La sede dell'Unione era stabilita presso Porretta Terme, che dal 1º gennaio 2016 è confluito nel nuovo comune di Alto Reno Terme.
L'unione si è sciolta alla fine del 2016.

## Principali funzioni
Tra le principali funzioni attribuite dai comuni aderenti all'Unione, vi sono: gestione del personale; polizia locale; sistemi informativi; servizi pubblici locali; sistemi di pianificazione urbanistica intercomunale.